# Luther Whiting Mason

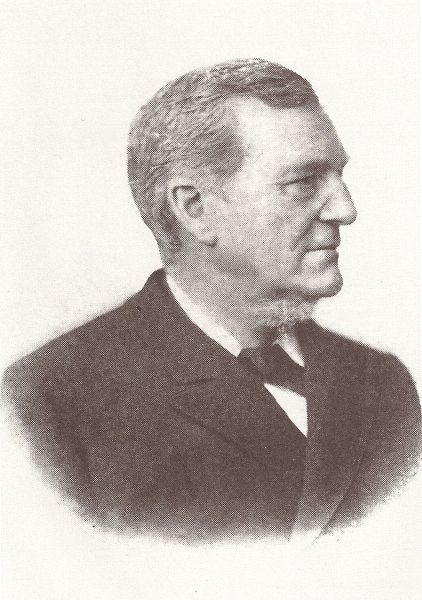
Luther Whiting Mason

Luther Whiting Mason (* 3. April 1818 in Turner/Maine; † 14. Juli 1896 in Buckfield/Maine) war ein US-amerikanischer Musikpädagoge.
Mason studierte an der Boston Academy of Music, wo Lowell Mason, George Root und William Bradbury zu seinen Lehrern zählten, zwei Jahre am Gardner Lyceum und ein Jahr am Delaware College in Newark. Von 1844 bis 1853 lebte er in Baltimore, wo er den Chor der St. Timoty's Episcopal Church leitete und an der St. Timoty's Hall und dem Maryland Institute unterrichtete.
Er wirkte dann als Lehrer in Louisville (1853–55), Cincinnati (1856–64) und Boston (1964–79), wobei er sich der Förderung des Schulmusikunterrichtes widmete und eine Reihe von Lehrbüchern veröffentlichte, darunter Young Singer (1860), National Music Teacher (1871) und der dreibändige National Music Course, eines der bedeutendsten musikpädagogischen Werke der Zeit in den USA. Beeinflusst war er von dem deutschen Musikpädagogen Christian Heinrich Hohmann, dessen Schrift Practical Course of Instruction in Singing 1856 in englischer Übersetzung erschienen war, und der englischen Musikpädagogin Sarah Ann Glover, deren Tonic Sol Fa System er von John Curwen übernahm. Zunehmend erfuhr seine Arbeit Anerkennung, und seine Schriften wurden bei der Centennial Exhibition 1876 in Chicago ausgestellt.
Dort kam er mit Izawa Shūji in Kontakt, der im Auftrag des japanischen Erziehungsministeriums Schulmusikerziehung in den USA studierte. Auf dessen Vermittlung wurde er 1880 nach Japan eingeladen und unterrichtete an der Tokyo Normal School und dem Kindergarten der Tokyo Normal Woman School. Er wurde in Japan vielfach geehrt, gab Konzerte am Kaiserlichen Hof, erhielt eine Privataudienz der Kaiserin, eine Auszeichnung der Universität Tokio und wurde Kaiserlicher Berater. Seine Lieder nach japanischen Texten wurden als Mason-Song bekannt. 
1882 kehrte Mason über Europa in die USA zurück. Dort überarbeitete er seinen National Music Course, der 1885 in einer Neuauflage erschien. Von 1888 bis 1892 hielt er sich in Deutschland auf. Hier studierte er vor allem die Ausbildung des Berliner Domchores unter Leitung von Albert Becker und den Schulmusikunterricht in Leipzig. 1891 hielt er einen Vortrag beim Treffen des Leipziger Musiklehrervereins. Ab 1893 unterrichtete er an der Emma A. Thomas School in Detroit. 1894 lernte er Osbourne McConathy kennen, auf den er bedeutenden Einfluss hatte und der einer der wichtigen Musikpädagogen des 20. Jahrhunderts wurde.